# プランクトンのパラドックス

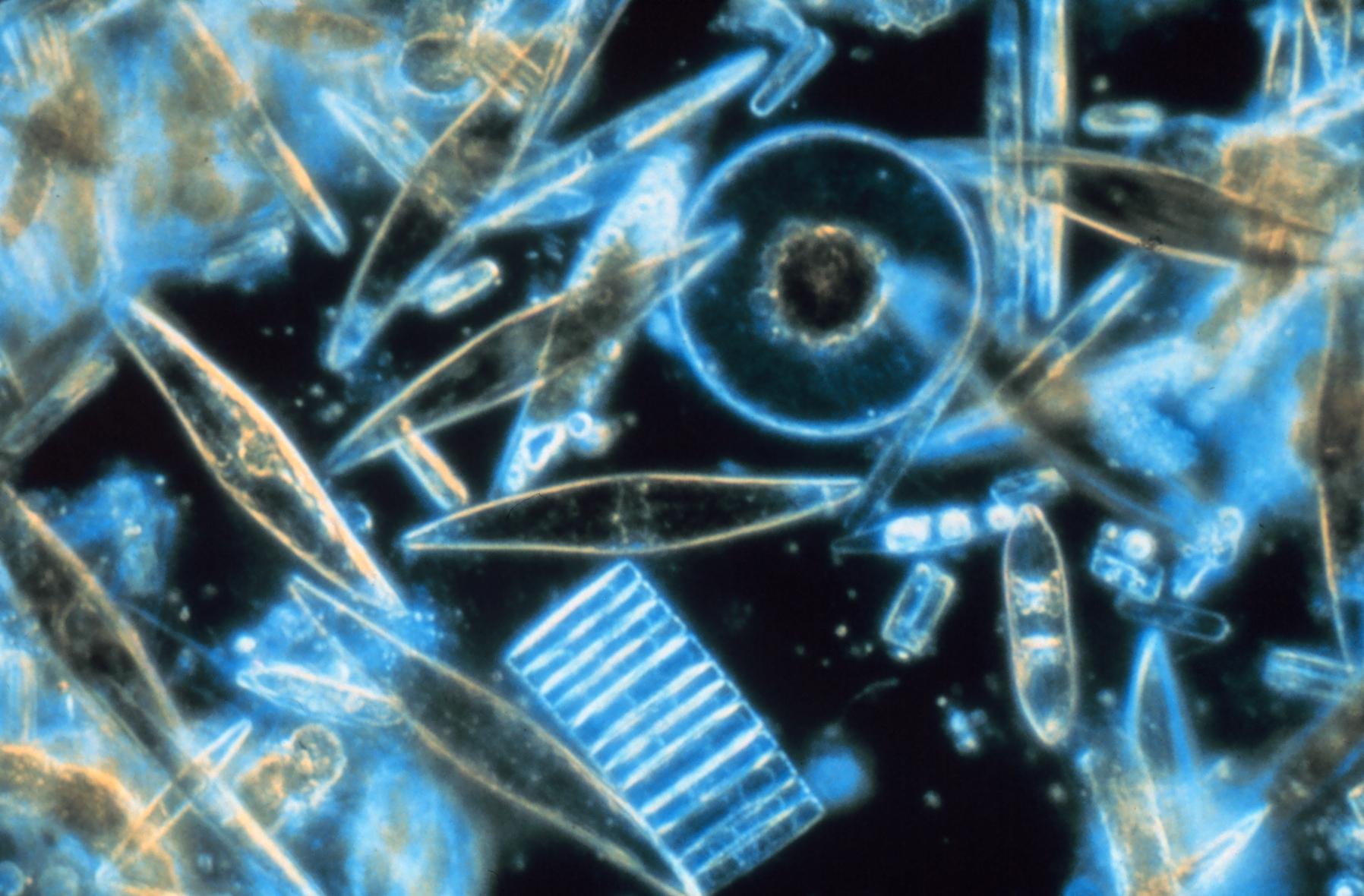
限られた資源しかない海洋で生活する、多種のプランクトン。

プランクトンのパラドックス（The paradox of the plankton）とは、海洋生態学において、限られた資源（光、栄養素）しかない海洋で、多くの種類のプランクトンが共存できている状態を指す。限られた資源しかないニッチを複数の種で取り合った場合、最終的に僅かな種が他種を絶滅に追いやるという競争排除則があるが、実際には多くの種が存在し、矛盾していることを意味する。

## 概略
この概念は、ジョージ・イヴリン・ハッチンソンによって1961年に提唱された。ハッチンソンはまた、海中の光勾配や撹乱、プランクトン同士の相利共生、片利共生、海洋の環境変動などを考慮に入れることで、この矛盾が解消されると提案している。また他の研究において、多くの種類のプランクトンが共存できている理由を説明する理由として、サイズ選択的な捕食、時間的、空間的な住み分け、潮の干満などの環境変動などが挙げられている。
また、研究者の中には、海洋環境はさまざまな環境要因が常に相互作用しており、プランクトンの生息地は単独種が優先的になるような平衡状態に達することがない、という見解を示す人もいる。

## 関連用語
- 群集生態学
- 競争排除則